# Nadrožica
Nadrožica este o localitate din comuna Komen, Slovenia, cu o populație de 8 locuitori.